# 31338 Ліпперсгей
31338 Ліпперсгей (31338 Lipperhey) — астероїд головного поясу, відкритий 25 квітня 1998 року.
Тіссеранів параметр щодо Юпітера — 3,030.